# Séptima Cumbre BRICS 2015
La Reunión Cumbre del BRICS del año 2015 fue la séptima cumbre diplomática anual de jefes de Estado o de Gobierno de los Estados miembros del BRICS. Se celebró en la ciudad rusa de Ufá en Bashkortostán los días 8 y 9 de julio de 2015.

## Elección de la sede

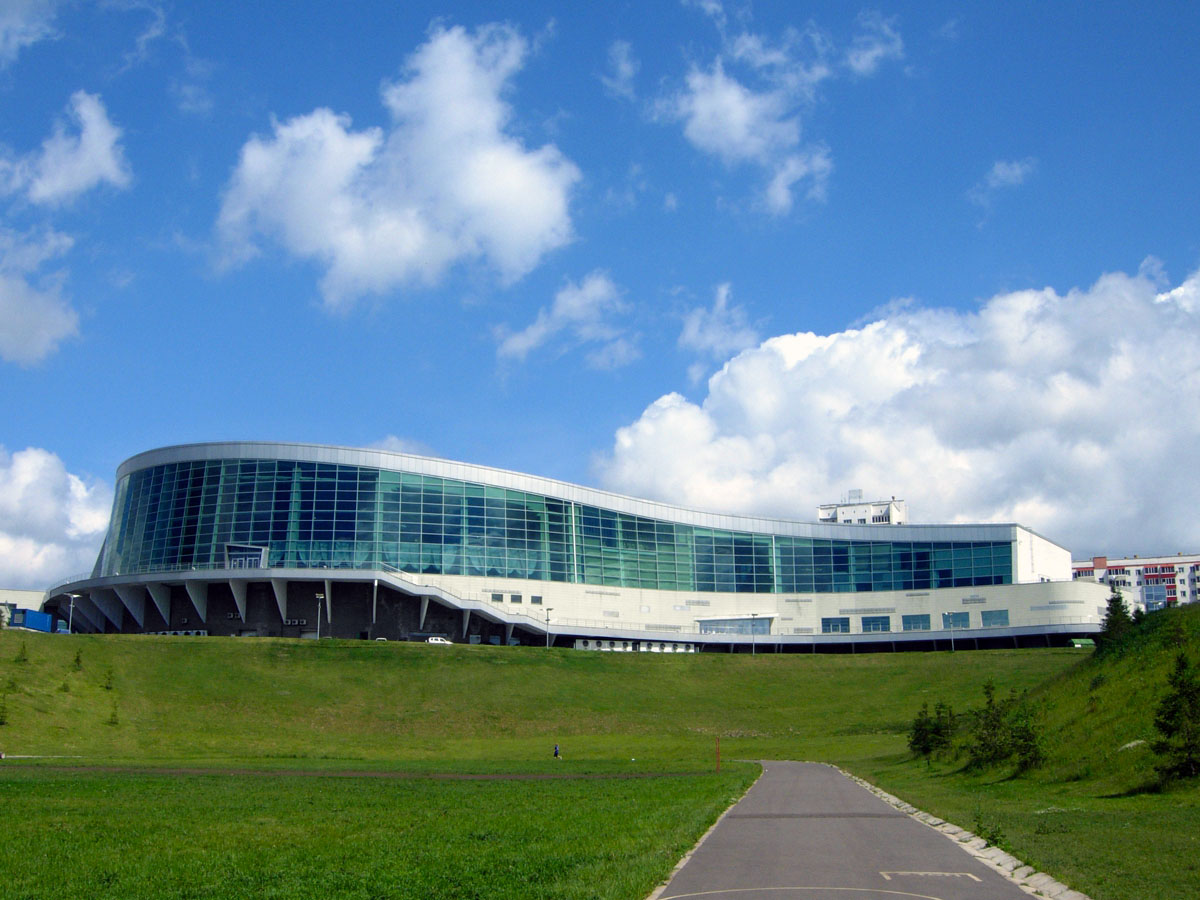
Sala del Congreso.

Durante la Sexta Cumbre del BRICS en Fortaleza, Brasil, los líderes del BRICS firmaron una declaración en la que decían: «Brasil, India, China y Sudáfrica expresan su agradecimiento a Rusia por su ofrecimiento de albergar la Séptima Cumbre BRICS de 2015 en la ciudad de Ufá y extender su pleno apoyo a ese fin».

## Agenda
La cumbre coincidió con la entrada en vigor de los acuerdos del Nuevo Banco de Desarrollo (NDB) y el Acuerdo de Reservas de Contingencia del BRICS (ARC). Durante la cumbre se celebraron las reuniones inaugurales del NDB y se anunció que se prestaría en moneda local; y se abrió la adhesión a los países que no pertenezcan BRICS en los próximos meses.

## Participantes
| Miembros principales del BRICS El estado y líder anfitrión se muestran en negrita. |           |                  |                 |
| Miembro                                                                            | Miembro   | Representado por | Título          |
| Bandera de Brasil                                                                  | Brasil    | Dilma Rousseff   | Presidente      |
| Bandera de Rusia                                                                   | Rusia     | Vladímir Putin   | Presidente      |
| Bandera de la India                                                                | India     | Narendra Modi    | Primer ministro |
| Bandera de la República Popular China                                              | China     | Xi Jinping       | Presidente      |
| Bandera de Sudáfrica                                                               | Sudáfrica | Jacob Zuma       | Presidente      |

## Cumbre BRICS-OCS-UEE
El BRICS celebró una cumbre conjunta con la Organización de Cooperación de Shanghái (OCS) y la Unión Económica Euroasiática (UEE) en Ufá el 9 de julio. Los Jefes de Estado o de Gobierno invitados fueron:
- Afganistán – Ashraf Ghani Ahmadzai
- Armenia – Serzh Sargsián
- Bielorrusia – Aleksandr Lukashenko
- Irán – Hasán Rouhaní
- Kazajistán – Nursultán Nazarbáyev
- Kirguistán – Almazbek Atambáyev
- Mongolia – Tsajiagiin Elbegdorzh
- Pakistán – Nawaz Sharif
- Tayikistán – Emomali Rahmon
- Uzbekistán – Islom Karimov

## Mandatarios presentes
Los jefes de Estado/jefes de gobierno de los cinco países participaron de la cúpula.

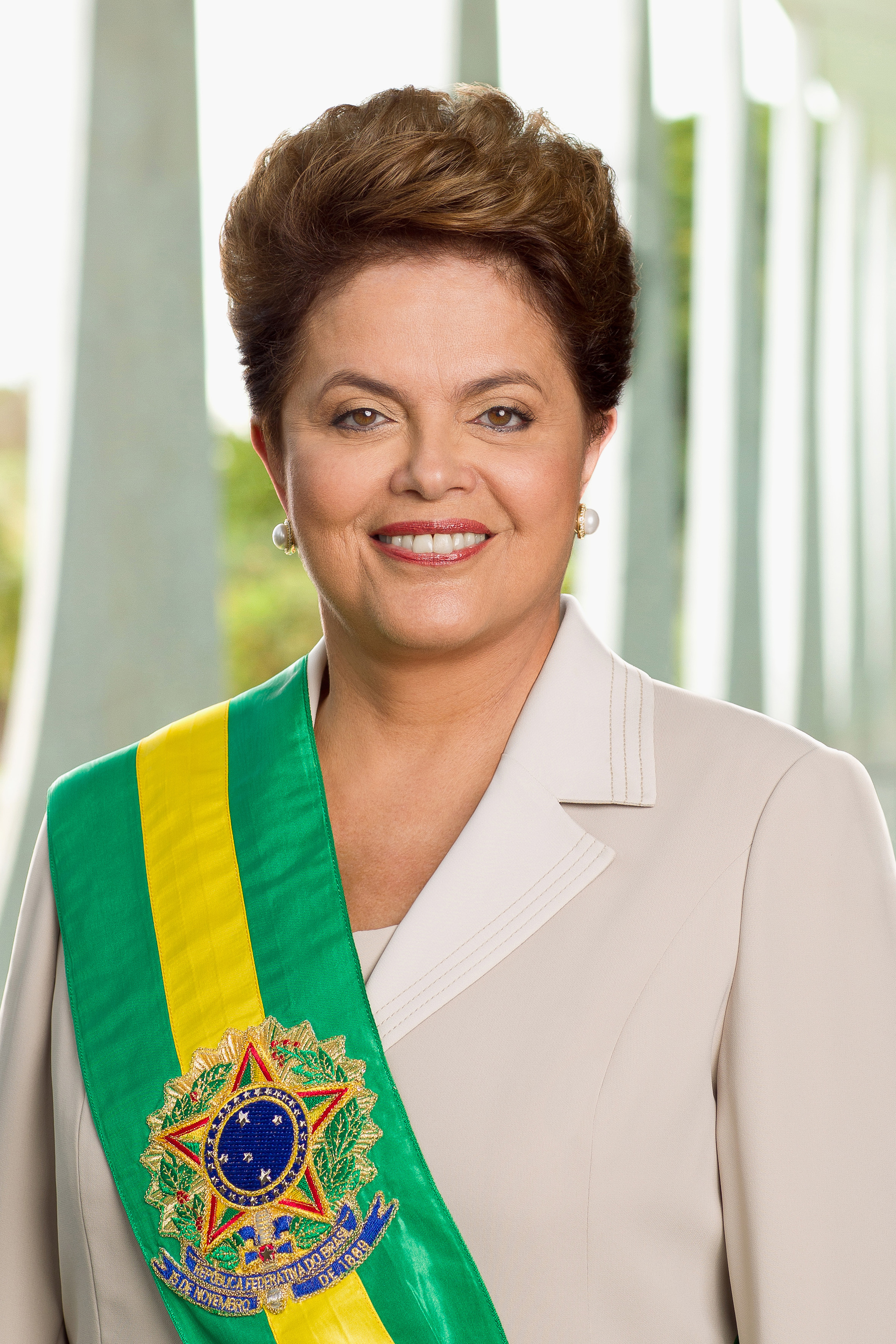
Dilma Rousseff, Presidente de Brasil.
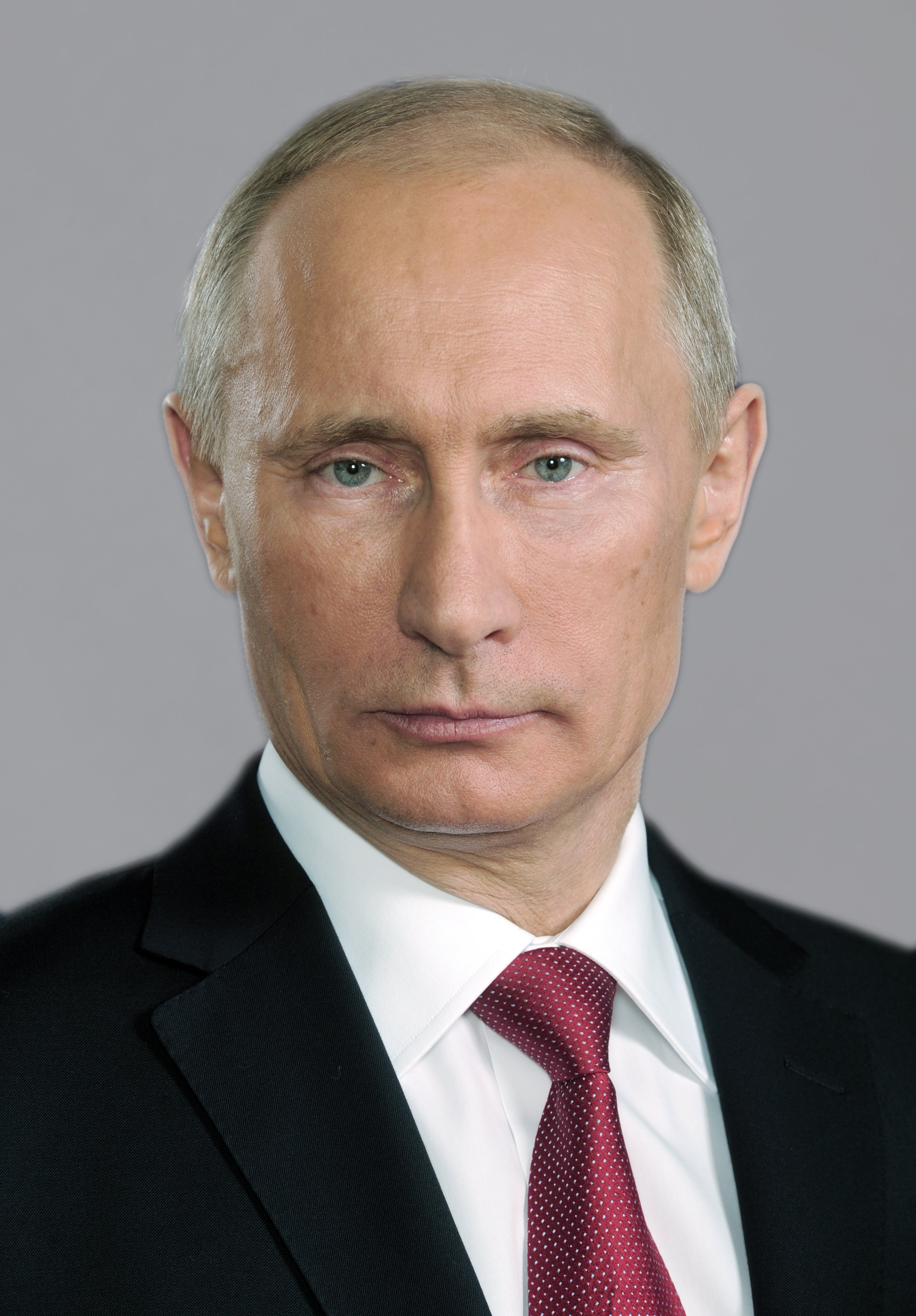
Vladímir Putin, Presidente de Rusia.
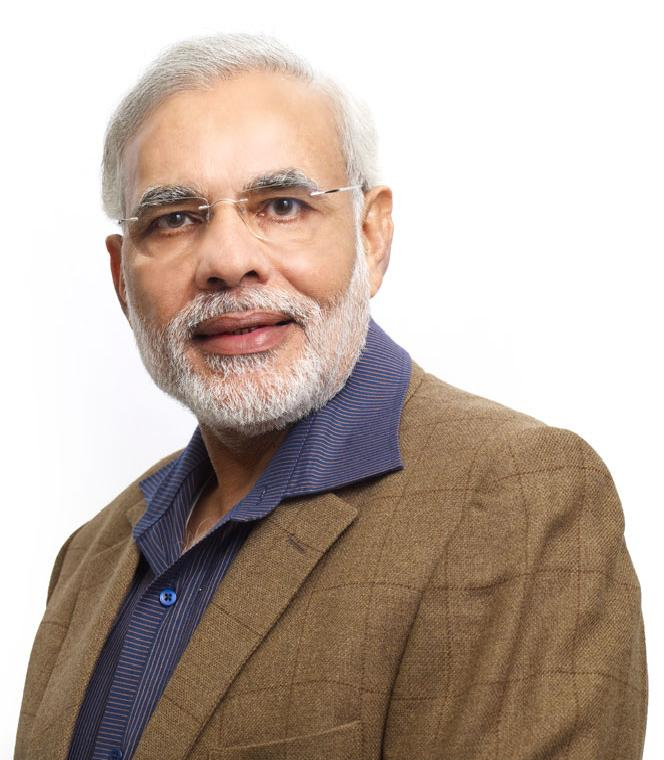
Narendra Modi, Primer-ministro de India.
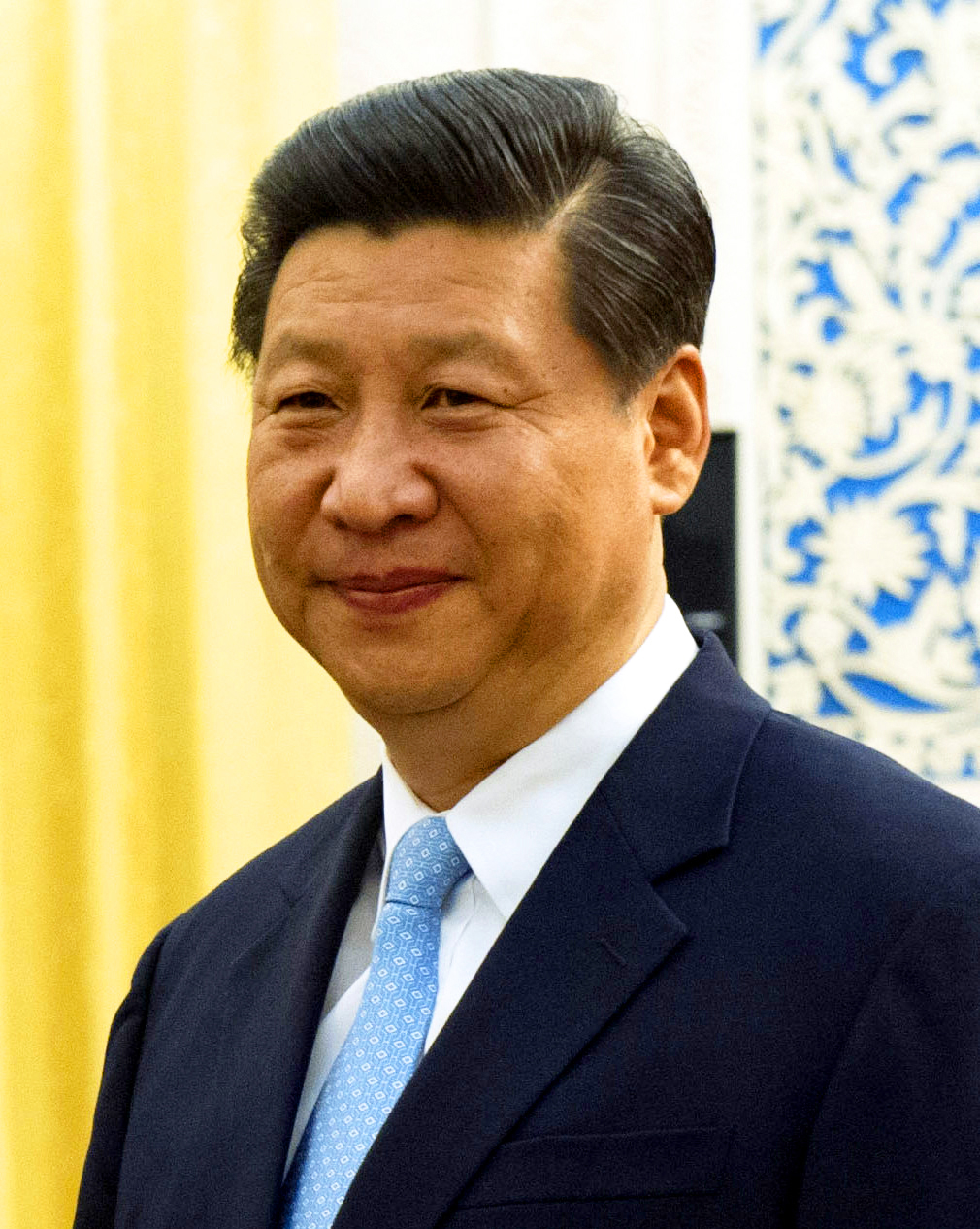
Xi Jinping, Presidente de China.
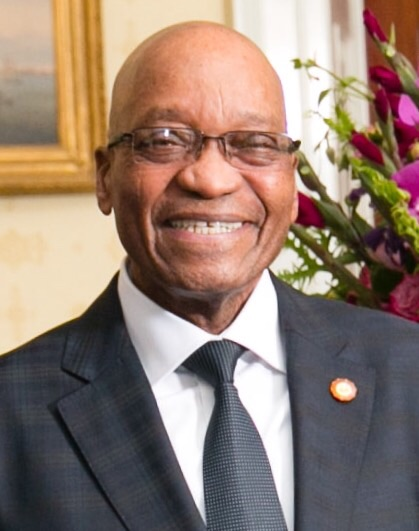
Jacob Zuma, Presidente de Sudáfrica.

## Cuestiones generales
Tuvo lugar la primera reunión del Consejo de Gobierno del Nuevo Banco de Desarrollo del BRICS, debatieron allí una estrategia de asociación económica directa entre sus miembros. Entre los temas a tratar estuvo la reciente creación del Banco Asiático de Inversión en Infraestructura (BAII), encabezado por China y otros 56 socios fundadores, siendo una noticia bienvenida, mientras se discutían estrategias para que no se sienta un choque entre este banco y el también reciente NBD.
También temas de la actualidad política mundial, como la situación en Grecia (depresión griega) y Ucrania (crisis ucraniana), y condenando «las intervenciones militares unilaterales y sanciones económicas en violación del derecho internacional». Otros temas de discusión fueron la colaboración en el envío de astronautas al espacio o la creación de un sistema operativo para móviles que compita con el Android de Google o con el IOS de Apple gracias al diseño de ingenieros indios.
Durante la cumbre entre el BRICS y el OCS, el presidente kazajo Nursultán Nazarbáyev propuso el plan de crear una red internacional para luchar contra el terrorismo bajo el auspicio de la ONU, y los jefes de Gobierno de India y Pakistán discutieron cuestiones pendientes, en busca de sanear sus relaciones. Mientras, el presidente ruso Putin y su homólogo iraní Rohani acordaron colaborar de forma estrecha en el ámbito militar, pudiendo compartir los puertos entre ambos países.

## Galería

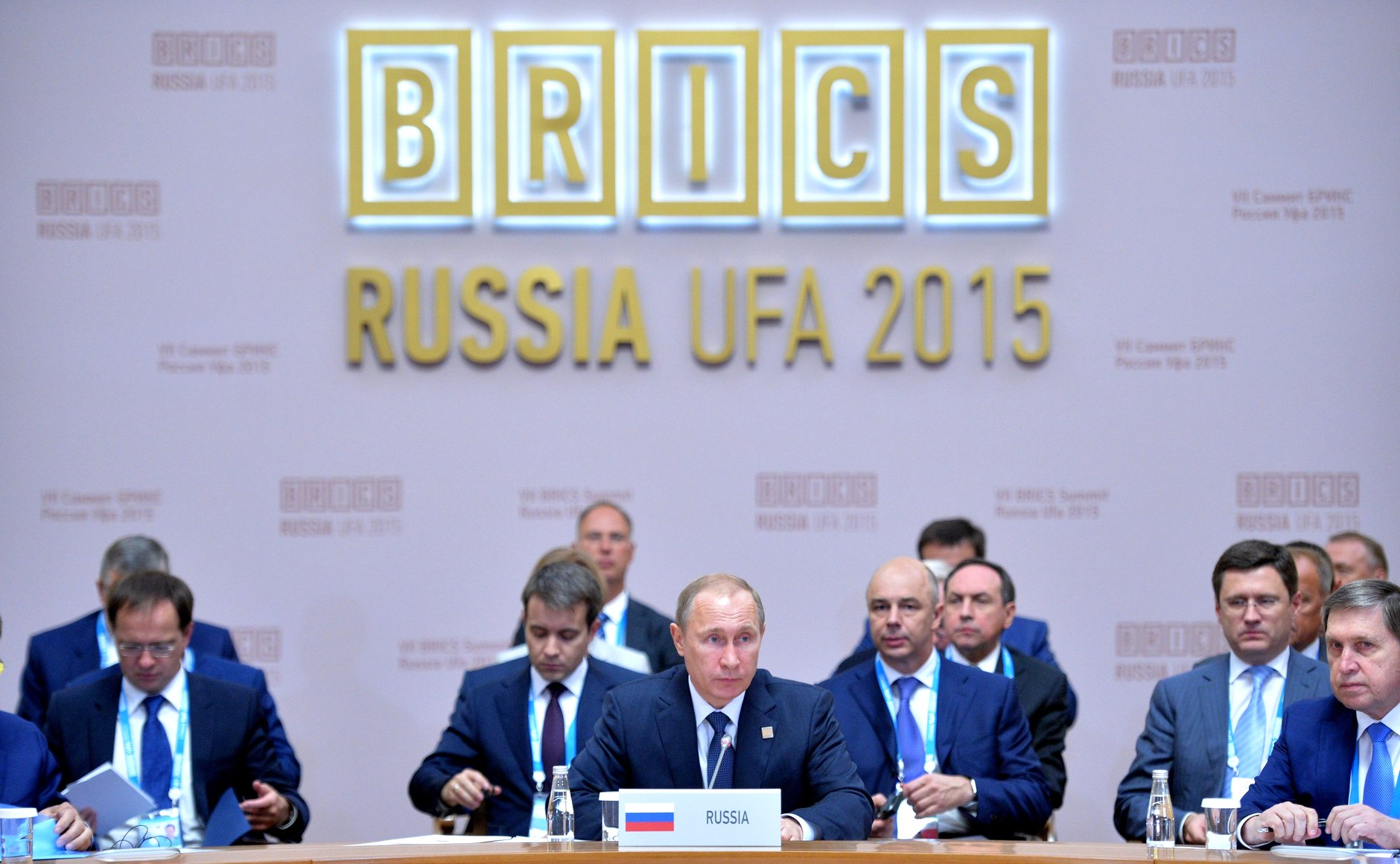
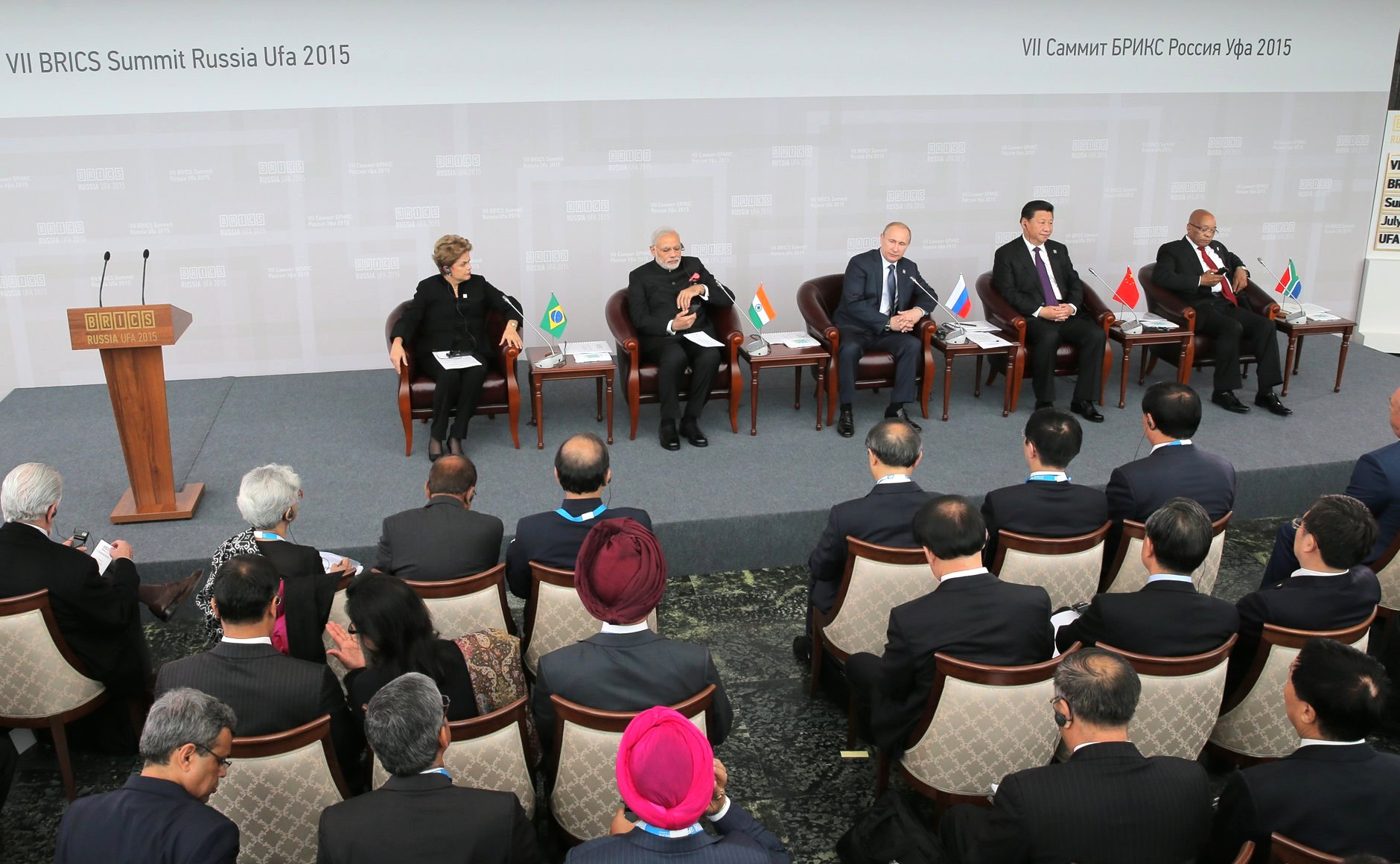
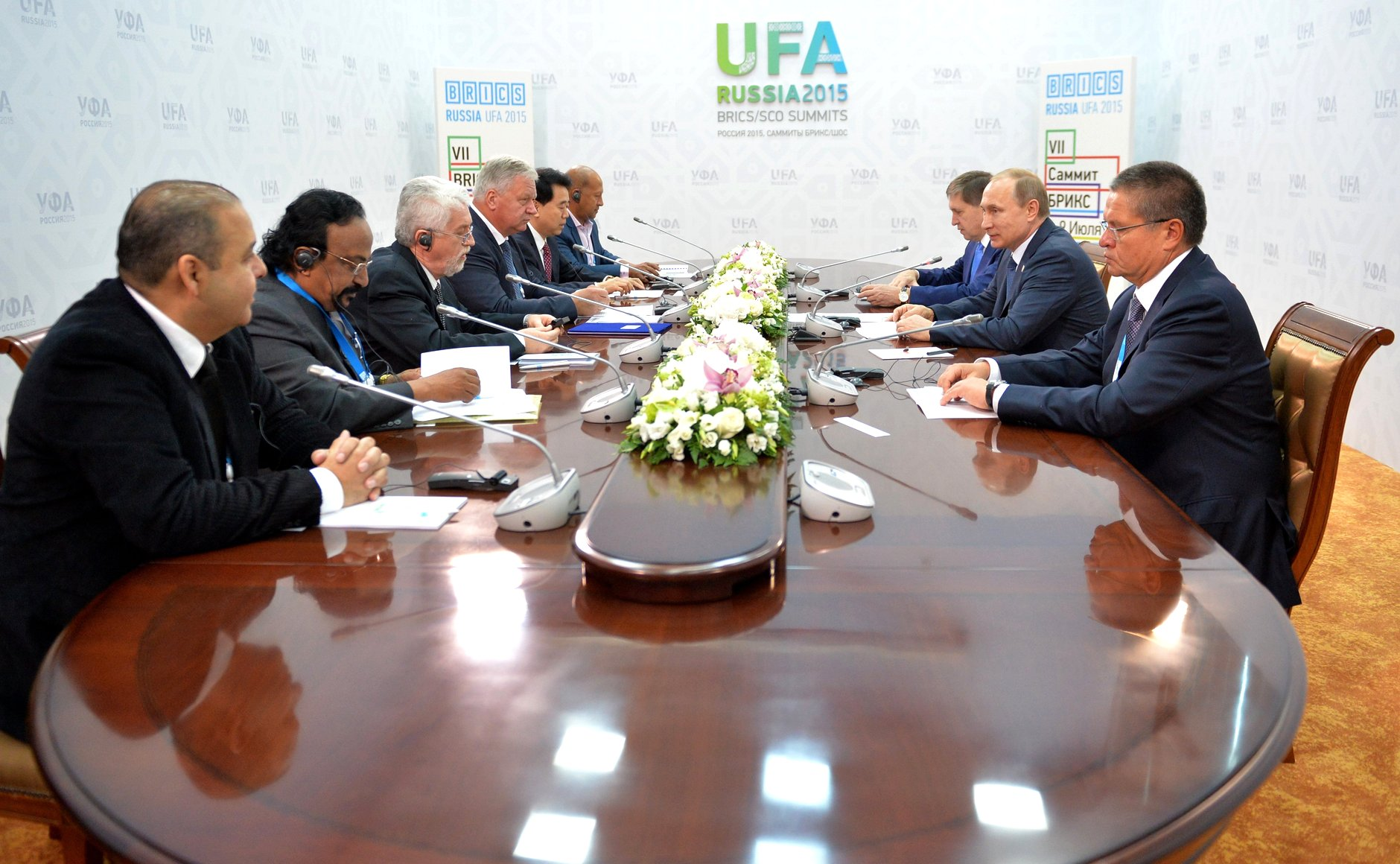
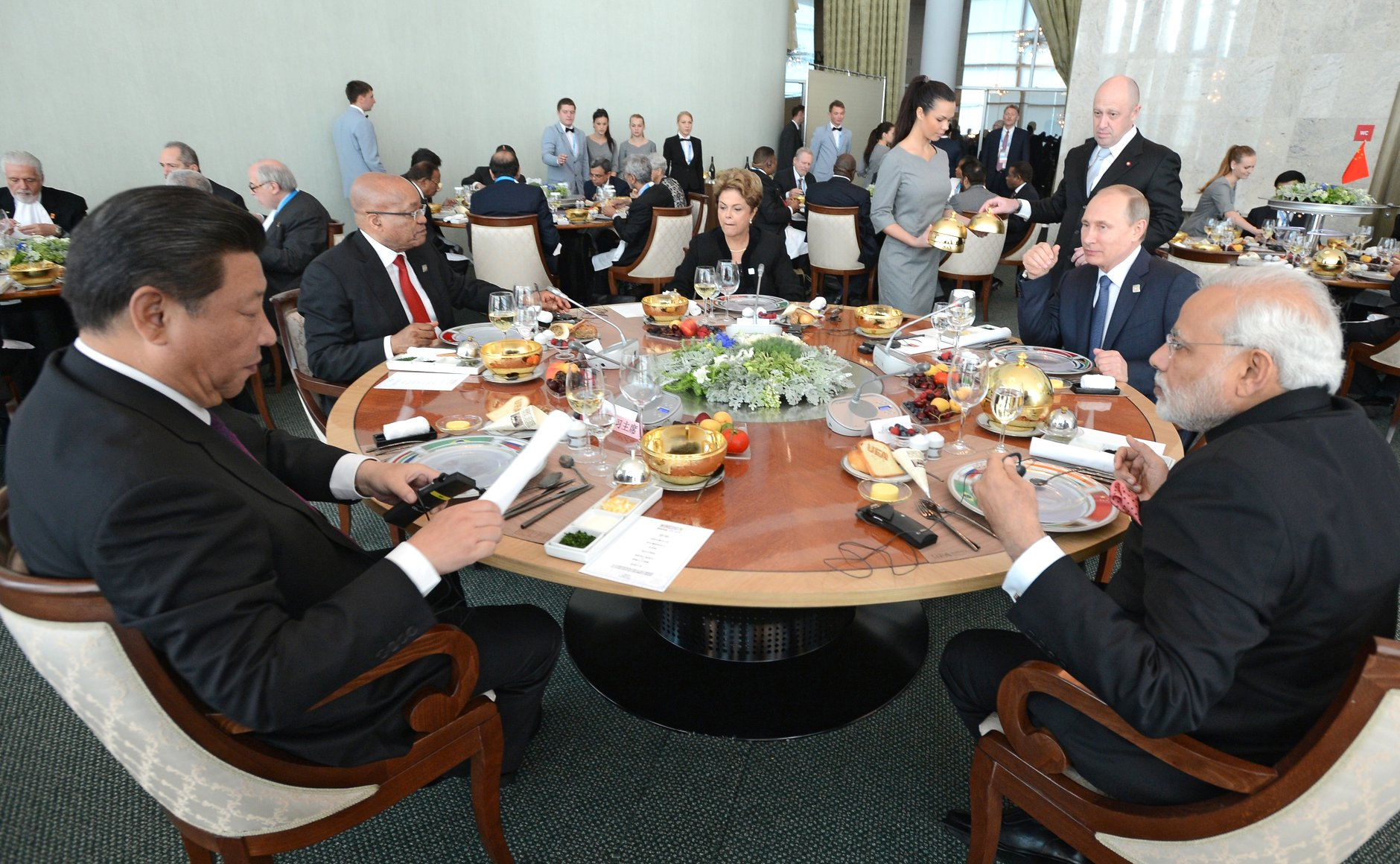
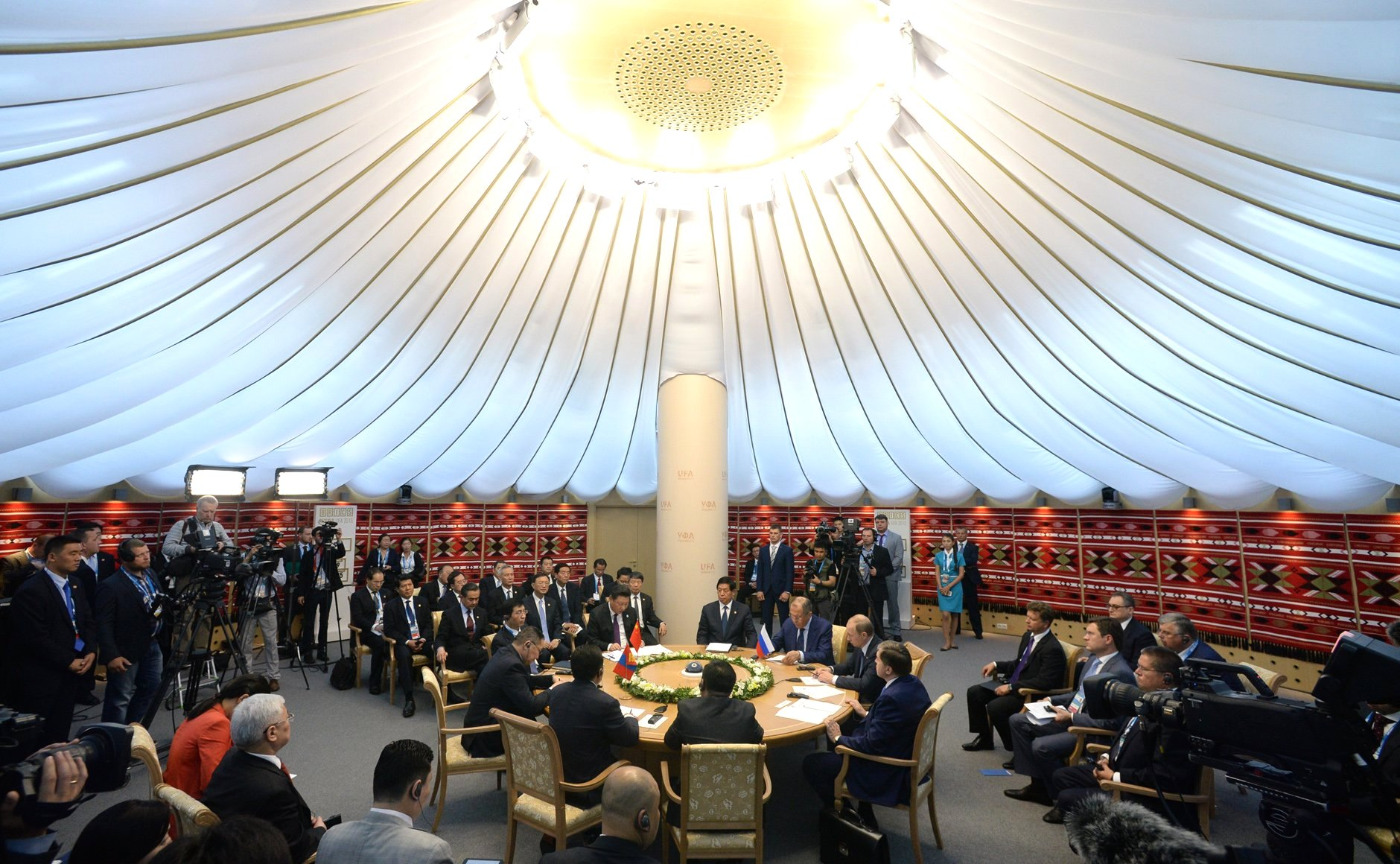